# Silvio Dissegna
Silvio Dissegna (1er juillet 1967 - 24 septembre 1979), était un jeune garçon italien, décédé à l'âge de douze ans, emporté par un cancer des os. De nombreux témoignages ont rapporté avec quelle foi il fit face à la maladie. C'est pour cette raison que l'Église catholique a entamé une procédure pour sa béatification. Le pape François a reconnu ses vertus héroïques le 7 novembre 2014, lui attribuant ainsi le titre de vénérable.

## Biographie
Silvio Dissegna est né le 1er juillet 1967 à Moncalieri, dans la province de Turin. Il est issu d'une famille aisée et reçoit une éducation religieuse. C'est notamment lors de sa première communion, qu'il reçut le 7 septembre 1975, qu'il accentua sa vie spirituelle. Il prie régulièrement, participe à la messe, et tente d'être bon et sympathique avec tous ceux qui l'entourent. 
Au printemps 1978, on lui diagnostique un cancer des os. Au lieu de l'accueillir comme une fatalité, Silvio s'unit au mystère de la Passion du Christ et approfondit plus encore sa dévotion pour l'eucharistie. Dans les interminables heures de douleurs, il prie son chapelet et offre ses souffrances pour le salut du monde. Après s'être longuement préparé, c'est joyeux qu'il meurt le 24 septembre 1979, à l'âge de douze ans.

## Béatification
Le 8 février 1995 l'archevêché de Turin a entamé la cause pour la béatification et la canonisation, pour l'enquête diocésaine. C'est le 9 novembre 2001 qu'elle est transférée à Rome pour y être étudiée par la Congrégation pour les causes des saints.
Le 7 novembre 2014, le pape François reconnaît ses vertus héroïques, lui attribuant ainsi le titre de vénérable.

## Sources
- http://www.santiebeati.it/dettaglio/91049